# 卡萨林孔特拉达
卡萨林孔特拉达是意大利阿布鲁佐大区基耶蒂省的一个镇。